# Nhút mít
Nhút mít hay nhút Thanh Chương là một món ăn được làm từ quả mít xanh. Vùng Nghệ An, Hà Tĩnh khí hậu tương đối khắc nghiệt, cuộc sống người dân vô cùng khốn khó. Vào thời điểm đói kém, thóc lúa hết, sẵn nhất chỉ có khoai lang với mít xanh. Khoai lang được nấu ăn thay cơm, nhút mít được chế biến thành món ăn mặn.

### Công thức chế biến
Có nhiều cách để chế biến món nhút, nơi thì muối mặn trong vại; nơi thì muối xổi trong liễn; lúc thì sử dụng xơ mít chín; lúc thì sử dụng xơ mít xanh...

### Xơ mít muối
Quả mít chín sau khi bổ ra và ăn hết múi, dùng dao gọt lấy xơ, bóp với muối rồi nén chặt trong vại, chum... như muối dưa, cà. Sau mấy ngày lấy ra, xé tơi ăn với lá kinh giới chấm nước mắm tỏi ớt hoặc nấu canh đều ngon. Người dân Thanh Chương thường hay gọi vui món này là "thịt gà xé phay".

### Nhút từ quả mít xanh

#### Chuẩn bị
Nhút được làm chủ yếu vào tháng 2 và tháng 3 âm lịch khi quả mít đang còn non (khi hạt mít còn chưa có vỏ lụa). Trước khi làm cần chuẩn bị các thứ sau:
- Chum hoặc chóe bằng sành, cũng có thể dùng vật đựng bằng thủy tinh.

- Một cái mành cứng đan bằng tre ướm kích thước chính xác, một hòn đá cuội chùi sạch.

- Mít non tùy số lượng cần làm mà chuẩn bị nhiều hoặc ít. Thường thì chọn quả mít bở non làm nhút sẽ ngon hơn.
- Muối sạch (không được dùng muối i-ốt), rau Ngổ phơi khô, ngô nếp rang giã nhỏ, ớt cay, hành tăm, riềng.

#### Cách làm
Quả mít được gọt vỏ dưới vòi nước chảy để tránh nhựa dính vào tay, quần áo khi làm, gọt xong thì tiến hành nạo thành sợi từ ngoài vào trong, cũng có thể dùng dao vừa thái và vừa gọt bao giờ xong thì thôi. Sau khi thái xong thì đem ngâm vào nước gạo cho sợi mít được trắng (cũng có thể bỏ qua công đoạn này), rồi bỏ ra nia phơi dưới nắng bao giờ sợi mít săn lại là được chứ không phơi khô.
Sợi mít sau khi phơi được mang vào trộn với muối với tỷ lệ phù hợp, rồi cho vào cối đá lớn giã không cần kỹ, lưu ý là nếu muối quá ít nhút sẽ nhanh hỏng còn mặn quá ăn sẽ mất ngon. Sau khi giã thì đem trộn với bột ngô nếp và rau ngổ phơi khô rồi cho vào chum đã vệ sinh sạch sẽ, bỏ nhút vào hết thì đổ nước sôi để nguội lấp xấp, dùng cái mành đan bằng tre cứng đè lên nén thật chặt rồi đặt hòn đá cuội nặng lên, lấy tấm vải sạch đậy miệng chum trước khi nắp vung lại. Sau khoảng 5 ngày thì nhút có thể ăn được.

## Các món ăn chế biến từ nhút
Nhút làm một lần và thường được dùng để ăn quanh năm nên món ăn từ nhút rất đa dạng. Có thể kể các món tiêu biểu:
- Món nhút trộn: Làm từ nhút, lạc rang, rau thơm, ớt cay, tai heo luộc thái chỉ cùng với gia vị sẽ cho ta một món ăn vừa lạ, ngon miệng, không béo hơi chua.

- Nhút xào: Vào mùa hạ nóng nực nhút được đem nấu canh cá, mùa đông nhút xào với thịt ba chỉ...
- Canh nhút: Nhút nấu canh cá, nhút nấu canh tép khô...

## Thành ngữ
- Nhút Thanh Chương, tương Nam Đàn.

## Chú giải
1. ↑  Phần đằng trong quả mít, không phải múi